# Programme de clémence
 (janvier 2011).
 (janvier 2011).
Les programmes de clémence est un ensemble d'outil dont disposent les autorités de la concurrence. 
Ils consistent en une immunité ou une réduction des amendes infligées aux entreprises dénonçant et apportant les preuves d'une entente entre entreprises. Le but de ces programmes est de permettre de percer la confidentialité des ententes et surtout d’obtenir des informations et des preuves de l’infraction de l’intérieur du cartels ainsi que de dissuader l'entente entre eux. Ces programmes sont présents aux États-Unis, dans l’Union Européenne, au Canada, en Australie, en Corée du Sud, au Japon, etc.

## Cartels et programmes de clémence

### Les cartels
Les cartels sont considérés comme la violation la plus grave des règles de la concurrence. Ces accords secrets sont illégaux dans la mesure où ils ont généralement pour objet ou pour effet de fixer les prix, de restreindre la production ou de cloisonner les marchés. Quelle que soit la forme qu’ils peuvent prendre (accord explicite, association d’entreprise ou pratique concertée), ils aboutissent invariablement à une hausse des prix au détriment des consommateurs et plus largement de la compétitivité de l’économie dans son ensemble. Ces ententes permettent en effet à leurs membres de pratiquer des prix plus élevés que ceux du marché et ainsi d’évacuer la pression pesant sur eux pour améliorer les produits ou produire de manière de plus efficace.

### Prohibition des cartels
Nuisant par nature au libre jeu de la concurrence, les ententes sont prohibées par les autorités de la concurrence tant en Europe qu’aux États-Unis. Si le Sherman Antitrust Act de 1890 prohibe les ententes illicites qui restreignent les échanges et le commerce aux États-Unis, c’est sur le fondement de l’article 81 du Traité instituant la Communauté européenne que la Commission Européenne justifie son intervention en la matière. Cet article interdit les accords, associations d’entreprises et pratiques concertées entre firmes qui faussent la concurrence dans le marché intérieur. La détection, l’interdiction et la répression des ententes sont au premier rang des priorités de la Commission Européenne dans le domaine de la politique de la concurrence. Ainsi, les entreprises coupables d’une telle violation du Traité peuvent se voir infliger des amendes pouvant atteindre 10 % de leur chiffre d’affaires mondial.

### Les programmes de clémence, outils de lutte contre les cartels
Parmi les outils de détection et d’investigation dont dispose la Commission Européenne, les programmes de clémence semblent performants pour lutter contre les cartels.
Leur essence réside dans une offre aux entreprises impliquées dans une entente, qui se dénoncent et apportent des preuves de l’existence de cette entente, ce qui leur procure soit une immunité totale quant à la future amende imposée, soit une réduction du montant de l’amende que la Commission Européenne aurait sinon imposée. Cette pratique s’inspire du droit pénal qui reconnaît la pratique d’une réduction de peine pour les cas de repentir. De telles politiques permettent de percer la confidentialité des ententes et surtout d’obtenir des informations et des preuves de l’infraction de l’intérieur du cartel. Ces programmes de clémence exercent d’autre part des effets très dissuasifs sur la formation des cartels et déstabilisent les actions des ententes existantes en introduisant méfiance et suspicion parmi les membres du cartel, tout en permettant de réduire les coûts d’investigation des autorités de concurrence.
De tels programmes de clémence ont d’abord été développés aux États-Unis, puis au sein de l’Union Européenne et de ses États membres. D’autres pays comme le Canada, l’Australie, la Corée du Sud ou le Japon ont aussi mis en place un tel système d’incitation, mais chacun selon des modalités et des conditions différentes.

#### Le programme de clémence américain
Les programmes de clémence actuels trouvent leur origine dans la politique de clémence américaine (US Leniency Program) créée en 1978, redéfinie et étendue une première fois en 1993, puis une seconde en 2004.
Selon la politique actuelle, l’immunité accordée à l'entreprise qui se dénonce est automatique lorsque les autorités de concurrence n’ont pas déclenché d’enquête. L’immunité reste par ailleurs envisageable même si la coopération débute après l’enquête, et tous les employés, directeurs et salariés de l’entreprise en cause qui coopèrent avec les autorités de concurrence sont protégés des poursuites pénales.
Le système mis en place présente un caractère très incitatif : l’immunité totale ne sera accordée qu’à la première entreprise qui se dénonce et réunit les conditions du programme, tandis que la seconde entreprise et les suivantes feront l’objet de sévères sanctions. Les États-Unis sont ainsi marqués par une approche selon laquelle le premier à dénoncer (le gagnant) remporte tout (winner-take-it-all-approach) : le premier à dénoncer bénéficie d’une immunité totale, alors que les entreprises suivantes sont sévèrement sanctionnées. L’avantage d’un tel système réside par conséquent dans l’incitation maximale à être le premier à fournir des preuves.
Le modèle américain met véritablement l’accent sur le besoin d’une volonté intérieure de coopérer, la transparence étant en la matière essentielle : si une entreprise ne peut prévoir la façon dont elle sera traitée par les autorités de concurrence, elle ne sera pas encline à aller se dénoncer auprès des autorités.

#### Le programme de clémence européen
S’inspirant de l’expérience américaine, le premier programme de clémence européen a été créé en 1996, avant d’être réformé en 2002.
Entre 1996 et 2002, la Commission Européenne s’est prononcée sur 16 cartels dans lesquels les entreprises avaient coopéré aux investigations. Les réductions d’amendes octroyées grâce au programme de clémence allaient d’une immunité totale (100 % de réduction) du fait d’une coopération précoce et continue, à de petites réductions (10 %) pour les entreprises n’ayant pas coopéré de façon active à l’enquête, mais n’ayant pas contesté de façon substantielle les griefs. Le succès de ce premier programme a été très relatif, dans la mesure où en cinq ans et demi, seuls 16 cartels ont été défaits alors que plus de 80 entreprises voulaient bénéficier de la procédure de clémence. Seules 3 d'entre elles ont pu bénéficier d’une immunité totale (dont Rhône Poulenc dans le cadre du cartel des vitamines en 2001). La révision intervenue en 2002 a néanmoins changé la donne.
La nouvelle politique de concurrence adoptée en 2002 incite davantage les entreprises à dénoncer les violations les plus graves aux règles de concurrence. Conformément à la politique actuelle, la Commission prévoit la non-imposition d’amendes ou la réduction de leur montant en faveur des entreprises qui l’aident à découvrir et à poursuivre les ententes secrètes. La réforme intervenue en 2002 avait pour objectif d’améliorer la politique de clémence sur le plan de la transparence et de la sécurité juridique afin de rendre la dénonciation des ententes par les entreprises plus intéressante pour ces dernières.
Parmi les principaux aspects de la révision, l’octroi d’une immunité totale :
- en faveur du premier membre de l’entente qui informe la Commission d’une entente non découverte en lui fournissant des renseignements suffisants pour lui permettre d’effectuer des vérifications dans les locaux des entreprises concernées, ou ;
- en faveur du premier membre d’une entente qui fournit à la Commission des renseignements qui lui permettent d’établir une infraction, lorsqu’elle est déjà en possession d’informations suffisantes pour ordonner une inspection, mais pas pour établir l’infraction.

Ainsi, la procédure vise véritablement à récompenser les entreprises qui fournissent d’importants renseignements et des preuves de l’intérieur à la Commission, soit en dévoilant une entente jusqu’alors inconnue, soit en fournissant des preuves cruciales nouvelles qui permettront de poursuivre effectivement les membres de l’entente.
Les conditions pour obtenir l’immunité totale sont au nombre de quatre :
- apporter une coopération totale et permanente à la Commission
- fournir toutes les preuves en sa possession
- mettre fin immédiatement à la violation
- ne pas avoir contraint d’autres entreprises à participer à l’entente.

La différence avec la politique de 1996 est sensible : initialement, la Commission obligeait une entreprise à fournir des éléments de preuve « déterminants » et excluait de l’immunité totale les entreprises qui avaient été le meneur de l’entente ou qui y avaient joué un rôle déterminant. Ces deux principes laissaient une marge d’interprétation et par conséquent laissaient subsister une certaine incertitude sur les notions de renseignements « déterminants », de « meneur » et de « rôle déterminant ».
Autre innovation issue de la nouvelle mouture de 2002, une entreprise qui remplit les conditions de l’immunité recevra rapidement une lettre de la Commission l’informant que l’immunité lui sera accordée si les conditions figurant dans la communication sont respectées.
La nouvelle communication prévoit par ailleurs, comme dans la communication de 1996, une réduction du montant des amendes en faveur des entreprises qui, sans remplir les conditions de l’immunité, fournissent des preuves ayant « une valeur ajoutée importante » par rapport à celles déjà en possession de la Commission et mettent fin à leur participation à l’entente.
La première entreprise remplissant ces conditions obtiendra une réduction de 30 à 50 % de l’amende qui lui aurait été infligée sans cela ; la deuxième une réduction de 20 à 30 % et les suivantes une réduction allant jusqu’à 20 %. À l’intérieur de ces fourchettes, le montant définitif de toute réduction dépend du moment auquel les éléments de preuve sont fournis et de leur qualité. Le degré de coopération apporté par l’entreprise tout au long de la procédure menée par la Commission est également pris en considération. Les entreprises ayant obtenu une réduction des amendes recevront également une lettre indiquant la fourchette de réduction à laquelle elles auront droit.
Entre 2002 et 2006, la commission a reçu 167 candidatures sous le régime de la communication 2002. Parmi elles, 87 demandes d’immunités et 80 demandes de réduction. Sur cette même période, la Commission a octroyé 51 décisions pour des immunités conditionnelles et a rejeté ou décidé de ne pas aller plus loin pour 23 candidatures et étudie plus profondément 13 candidatures plus récentes.
La Communication de la Commission sur l’immunité d’amendes et la réduction de leur montant dans les affaires portent sur des ententes 2006/C 298/11 est venue par ailleurs clarifier encore la procédure, notamment quant à la transparence et aux renseignements qu’une entreprise candidate doit fournir à la Commission pour bénéficier de l’immunité ou d’une réduction des amendes.
L’application du programme de clémence en Europe a été la cause de la mort d’au moins un cartel sur trois (données de 2007). Depuis 2002, deux tiers des cartels punis par la Commission Européenne ont été détectés grâce aux programmes de clémence.

#### Le programme de clémence japonais
Au Japon, le programme de clémence a été introduit en 2006.
Il se distingue des programmes américains et européens en se fondant surtout sur la différence entre une entreprise candidate au programme de clémence avant ou après le début d’une enquête.
Si une enquête par l’autorité de la concurrence japonaise (Fair Trade Commission of Japan) n’a pas encore été déclenchée, la première entreprise à bénéficier du programme de clémence se voit octroyer l’immunité. Deux autres entreprises peuvent ensuite bénéficier d’une clémence partielle. Si cependant une enquête a déjà débuté, trois entreprises peuvent bénéficier du programme de clémence, mais il est nécessairement partiel et ne discrimine pas entre les firmes : chaque firme bénéficie d’une réduction de 30 % du montant de son amende. Ainsi, contrairement aux États-Unis et à l’Union Européenne, la clémence totale requiert non seulement de dénoncer en premier, mais aussi qu’aucune enquête n’ait débuté.

### Tableau récapitulatif des programmes de clémence présentés
|                  |               | Premier      | Deuxième    | Troisième   | Quatrième |
| ---------------- | ------------- | ------------ | ----------- | ----------- | --------- |
| États-Unis       | avant enquête | 100 %        | 0           | 0           | 0         |
| États-Unis       | après enquête | 100 %        | 0           | 0           | 0         |
| Union Européenne | avant enquête | 100 %        | 30 % - 50 % | 20 % - 30 % | <20%      |
| Union Européenne | après enquête | 30 % - 100 % | 20 % - 30 % | <20 %       | <20 %     |
| Japon            | avant enquête | 100 %        | 50 %        | 30 %        | 0         |
| Japon            | après enquête | 30 %         | 30 %        | 30 %        | 0         |

Source : F. Leveque, L’efficacité multiforme des programmes de clémence, 2006
Les États-Unis sont marqués par une « winner-take-it-all-approach » : le premier à dénoncer bénéficie d’une immunité totale même si une enquête a déjà débuté, alors que la seconde entreprise à dénoncer est sévèrement sanctionnée. L’avantage d’un tel système réside dans l’incitation maximale à être le premier à fournir des preuves.
L’Union Européenne porte elle plus d’attention aux faits : des réductions d’amendes peuvent être accordées à toutes les entreprises qui dénoncent, dépendent des renseignements fournis et du fait qu’une enquête ait déjà débuté ou non. Cela permet de prendre en compte l’hétérogénéité parmi les membres du cartel d’une part, et la valeur différente des preuves que les entreprises apportent d’autre part.
Ces deux programmes peuvent être considérés comme des « polar cases of implemented policy design[pas clair] ».

## Programme de clémence etthéorie des jeux

### Ledilemme du prisonnierdans les programmes de clémence
En 1996 apparait le premier programme de clémence européen, il faudra cependant attendre la profonde refonte de ce dernier pour observer les bienfaits de ce mécanisme incitatif. À partir de 2002 plus de 80 cartels seront ainsi défaits et l’on observera une course auprès des bureaux de la concurrence.
Avant l’instauration d’un programme de clémence (1996) l’équilibre de la collusion s'assimile au fameux dilemme du prisonnier : les agents impliqués dans le cartel ignorant alors la mise en place future d’un mécanisme d’incitation à la délation. La réduction de peine pour dénonciation d'une des parties permet au policier (ici la Commission) d'obtenir des criminels (ici les Entreprises qui forment le Cartel) les preuves suffisantes pour condamner les collusions.
|           | Défection | Fidélité |
| --------- | --------- | -------- |
| Défection | -100,100  | 0, - 200 |
| Fidélité  | -200, 0   | -20, -20 |

La prime à la délation est un mécanisme déstabilisateur. Le programme de clémence introduit une variable inconnue au moment de la création du cartel. De cette incomplétude contractuelle pourra émerger la dénonciation d’une des parties.

### Formulation Mathématique du profit de cartel et sa soutenabilité
Profit du Cartel sans programme de clémence :
- ∏c  = q1 x P + q2 x P + ... + qn x P
- ∏c  = ∑ (qn x P)

Et dans ce cas, le cartel n'est que soutenable si[Quoi ?] :
Le cartel ne peut être soutenable que si le profit actualisé de ce dernier (partie gauche de l'équation) est supérieur à la somme des profits obtenus en cas de défection et du montant actualisé de l’amende. Finalement l’incitation à la défection va dépendre du taux d'escompte « delta » : si le taux d'escompte est trop bas pour supporter la collusion, alors 2 solutions peuvent émerger :
- une plus forte punition par la délation à travers une plus longue ou plus dure guerre de prix (ce qui diminue les profits de la punition)
- réduire les profits de la collusion en diminuant les prix de vente au-dessous du prix monopolistique (ce qui réduit les profits du Cartel).

Les programmes de clémence vont donc avoir une action directe sur cette soutenabilité des cartels car ils vont chercher, pour l'entreprise qui dénonce, à réduire le coût de la punition et donc ainsi réduire le taux d'escompte et forcer la rupture du cartel.

### Les conséquences de la dénonciation pour les autorités de la concurrence
Lorsque les autorités de la concurrence proposent à une entreprise une réduction d'amende elles peuvent obtenir de l'information suffisante pour condamner le cartel. À ce moment les consommateurs pourront se bénéficier à travers une diminution des prix car la disparition du cartel met fin à la collusion et donc les prix s'éloignent des prix de monopole pour s'approcher aux prix de concurrences : une plus grande quantité est mise sur le marché à des moindres prix. Par contre, un double effet apparaît lors de la clémence : d'une part les entreprises qui dénoncent vont payer moins aux autorités de la concurrence pour leur participation mais cela devrait se compenser, d'une autre part, par une plus grande amende car la commission et l'autorité compétente aura plus d'information et plus précise pour réussir à avoir des preuves qui vont finalement faire payer plus aux autres entreprises formant le cartel.
Par contre lorsque les autorités de la concurrence n'ont pas d'information ni de possibilité de savoir s'il existe un cartel sa situation n'est plus celle du dilemme du prisonnier. Le programme de clémence va faire apparaître des mécanismes qui vont faire émerger des nouveaux cartels jusqu'à présent inconnus. Dans ce cas on doit parler de la théorie des jeux dynamiques qui modélisent les deux condition de création de la collusion :
- Contrainte de participation - le profit actualisé du cartel doit être supérieur à l'espérance de l'amende E(A)= A x probabilité condamné
- Contrainte d'incitation - la défection individuelle ne doit pas profiter à son auteur. L’introduction d’un programme de clémence va considérablement remettre en cause cette seconde contrainte : le dénonciateur recevant une prime à la dénonciation, venant s’ajouter aux gains de court terme de la déviation et venant compenser les pertes de moyens termes associées à la rupture de l’équilibre collusif.

### La théorie économique dans les programmes de clémence
Une conclusion s’impose à nous[style à revoir]. Non seulement la promesse d'immunité incitera à le défection, puisque tout dépend du profit actualisé d'être en collusion, sinon qu'une prime qui récompense le dénonciateur peut être un moyen plus efficace de lutte contre les cartels.
Ainsi pour Spagnolo (2000), le programme de clémence optimal est conçu de manière que le dénonciateur reçoive une récompense équivalente aux amendes versées par les autres membres du cartel. D’une logique d’immunité nous passons donc à une logique de récompense : le dénonciateur recevant un chèque financé par les amendes versées par ses anciens camarades. Si l’efficacité d’un tel mécanisme ne fait pas de doute, dans la pratique force est d’admettre que se mise en place poserait un certain nombre de problèmes. Premièrement, le législateur tout comme l’opinion publique ne pourraient qu’opposer des doutes sur la moralité d’un tel dispositif. Bien qu’étant auto financé, et ne constituant dès lors pas un coût pour la collectivité, l’idée même de signer un chèque à un ancien criminel donnerait lieu à des interrogations d’ordre morale. Secondement, un tel mécanisme ferait nécessairement émerger des conduites opportunistes : l’attrait de la prime conduisant à une course effrénée auprès du bureau de la concurrence et la possibilité de maquiller des accords inter entreprises de nature pro concurrentielle en comportements collusifs anticoncurrentiels. Nous en arrivons donc à la conclusion suivante : en pratique le programme de clémence optimale est celui qui confère une immunité totale au premier dénonciateur (à défaut de prime) et qui punit sévèrement les autres membres du cartel.
Motta et Polo (2003, insistent sur le fait que les cartels formés après l’instauration des programmes de clémence intégreront les coûts et risques induits par les programmes de clémence dans leurs décisions. Les membres du cartel qui décideront d'y participer jugeront profitable la collusion en sachant les vertus de la délation (qui sont déjà connus car l'information des effets des programmes de clémence est parfaitement connue), ce qui à terme peut conduire à des cartels plus solides et stables, et donc, plus difficiles à détecter et à démanteler.
Ces nouveaux cartels qui incorporent les coûts de la délation dans leurs analyses de profit ne seront susceptibles d'être brisé que si la Commission soupçonne ce cartel et entame des investigations au sujet de ces agissements soupçonnés. Dans ce cas (et seulement si l'investigation est mise en marche) l'un des membres peut trouver la délation intéressante. Par contre, s'il n'y a pas de soupçon ou preuve qui montre l'existence d'un cartel, les membres n'auront aucun intérêt à faire défection (comme c'était le cas dans les cartels formés avant de l'instauration du programme de clémence qui n'incluaient pas dans leur profits le coût de délation). Donc pour Motta et Polo, si le montant des amendes par la formation d'un cartel avec programme de clémence n'est pas supérieur au montant des amendes sans le programme, alors la mise en place d'un programme de clémence va contre l'intérêt général et simplement cherche à faciliter le travail des autorités de la concurrence.

### Effets des programmes de clémence
Les effets des programmes de clémence sont donc de 4 :
1. Confondre les suspects et obtenir plus d'information par la dénonciation d'un membre du cartel.
2. Faciliter la collusion. Les entreprises peuvent être davantage incitées à  entrer en collusion dans la mesure où le programme de clémence offre la possibilité de sortir par la « grande porte ». Il faut rappeler que la collusion ne sera profitable que si le profit de la collusion est supérieur à l'espérance de l'amende (E(A) = p.A).
3. Inciter à la défection en offrant un avantage à (aux) l'entreprise(s) rompant la loi du silence.
4. Déclencher la course au bureau de l'autorité de la concurrence car le programme de clémence favorise le passage d'un équilibre coopératif (personne n'avoue) à un équilibre non-coopératif (les entreprises avouent).

## Les objectifs des programmes de clémence
L’une des particularités des programmes de clémence en tant que mécanisme incitatif visant à modifier le comportement des membres d’un cartel, réside dans la complexité et la diversité de ses effets sur le comportement des membres (point 5).
De cette diversité des effets, il ressort que l’efficacité de tout programme de clémence sera fonction de sa capacité à répondre aux objectifs fixés par l’autorité de la concurrence. Nous retiendrons ici trois types d’objectifs et chercherons à caractériser le design du programme de clémence en fonction de l’objectif qui lui est attribué :
- Collecte de preuves
- Détection des cartels
- Dissuasion ex-ante

### Collecte de preuves
L’une des difficultés majeures rencontrées par les autorités de la concurrence réside dans la difficulté de réunir les preuves nécessaires à la condamnation d’un cartel, toute entente étant par essence fondée sur le respect par ses membres de la loi du silence. Dans de nombreux cas, faute de preuves suffisantes, la justice a dû se résigner à admettre son incapacité à faire condamner des cartels dont l’existence ne faisait aucun doute. Comment briser la loi du silence qui prévaut au sein d’un cartel ?
Sous certaines conditions, l’instauration d’un programme de clémence permettre au juge de bénéficier d’un accès accru à l’information. En tant que mécanisme incitatif il aura comme but de réduire l’asymétrie d’information qui caractérise la relation juge – suspect tout au long de la phase d’investigation.
Pour répondre à un tel objectif le programme de clémence doit agir comme mécanisme incitatif. Pour amener un membre du cartel à rompre la loi du silence, ses effets doivent être à même de faire basculer le cartel d’une situation originelle d’équilibre vers un état de déséquilibre.
Cet équilibre ne saurait être rompu que si la délation devient une stratégie optimale pour au moins un membre du cartel.
A contrario, si des réductions d’amende sont offertes à un nombre important d’acteurs, ces derniers n’auront aucune incitation à se presser vers le bureau de la concurrence.
De la même manière, l’immunité partielle ou totale doit également être accordée aux entreprises qui optent pour la collaboration après ouverture d’enquête par les autorités de la concurrence. La récompense devra néanmoins être moindre.
L’efficacité d’une politique de collecte de preuves est conditionnée par le degré d’incitation du programme de clémence. Pour les cartels formés avant l’entrée en vigueur des programmes de clémence ce point est d’autant plus fondamental que l’équilibre de ces cartels préexiste, en d’autres termes pour être efficace et constituer un mécanisme incitatif poussant un des membres du cartel à rompre la loi du silence en vigueur, il faudra que, tant le gain espéré en cas de dénonciation, et le risque couru en cas de mise à nu, soient importants.
Trois conditions cumulatives en vue de collecter les preuves nécessaires à la condamnation d'un cartel :
- Réduction d’amende après ouverture d’enquête ;
- Concentration sur un nombre restreint d’acteurs ;
- Récompense à même de faire basculer l’équilibre du cartel.

Motta et Polo ont démontré qu’un programme de clémence ne pouvait avoir d’effet déstabilisateur s'il n’offrait pas de « récompense » dans les phases ultérieures à l’ouverture d’une investigation.
Il est en revanche admis que pour être efficace le programme devra offrir une « récompense » dont le montant est inférieur à celui de la première phase. Enfin, dans le but d’inciter les membres à fournir les informations la récompense devra se concentrer sur le premier dénonciateur.

### Détection des cartels
Il est unanimement reconnu que la puissance d’un cartel est fonction de l’opacité de ce dernier. Détecter les agissements coordonnés est une tâche périlleuse, tant les efforts des cartels afin de dissimuler leur existence sont importants.
Le programme de clémence peut avoir comme objectif la détection de ces derniers. Il s’agira alors d’inciter les membres du cartel à dénoncer les agissements collectifs. Un tel objectif permet aux autorités de la concurrence de mener à bien leur lutte contre les accords inter entreprises de nature anticoncurrentiel, et ce en dépit de leurs contraintes de ressources.
Un tel objectif ne peut être rempli que si le programme de clémence est conçu de manière à faire basculer l’équilibre coopératif qui prévaut au sein du cartel. On comprend dès lors qu’un tel objectif ne pourra être rempli que si la récompense offerte au dénonciateur est importante.
Le paramètre clef sera alors le montant de l’indemnité offerte au dénonciateur. À ce stade amont, les autorités de la concurrence n’ont pas de preuves formelles. Ce déficit d’information entre les mains de la justice renforce sensiblement la solidité du cartel : la probabilité d’ouverture d’une enquête est faible et celle du recueil de preuve nécessaires à leur condamnation quasi nulle.
Il sera alors nécessaire, en vue de rompre l’équilibre du cartel, de proposer une récompense significative au dénonciateur. C’est à cette condition que la contrainte d’incitation pourra être rompue : les gains de la défection pourront alors compenser les pertes individuelles induites par cette décision. La non acceptabilité morale de la prime offerte au dénonciateur, ainsi que les risques d’émergence de comportements opportunistes induits par une prime positive, rendant l'offre d'une récompense directe au dénonciateur difficilement applicable, le succès de cet objectif est conditionné par l'attrait de la prime (immunité) offerte au dénonciateur.

### Dissuasion
Mécanisme incitatif, le programme de clémence joue également une fonction dissuasive. L’instauration d’un programme de clémence compliquera la tâche des cartels, rendant ces derniers périlleusement soutenables.
Afin de constituer une force dissuasive pesant sur la formation de nouveaux cartels, le programme devra être conçu de manière à affecter deux variables fondamentales conditionnant la profitabilité de la collusion.
E (A) = p.A
- p : une probabilité accrue de détection de l’entente viendra renforcer la contrainte précédente. Notons que la probabilité « p » doit être décomposée en deux parties :
  - e : la probabilité d'ouverture d'enquête
  - r : la probabilité que l'enquête ouverte par les autorités de la concurrence débouche sur le recueil de preuves nécessaires

La principale limite de cette troisième fonction réside dans les ressources limitées des autorités de la concurrence. Quelle sera la crédibilité d’autorités aux ressources limitées face à des cartels puissants usants des stratégies les plus perfectionnées en vue d’évoluer en toute opacité ?
- A : une amende dissuasive viendra directement toucher l’opportunité de la collusion.